# Maximilian von Herff
Maximilian von Herff   (Hannover, 17 d'abril de 1893 - Windermere, 6 de setembre de 1945) va ser un general alemany de les SS durant l'època nazi. Va exercir com a cap de l'Oficina Principal de Personal de les SS de 1942 a 1945.

## Biografia

### Joventut
Maximilian von Herff va néixer a Hannover el 17 d'abril de 1893, fill d'un metge de capçalera. La família protestant von Herff era originària de Herve a Bèlgica i es va traslladar al Palatinat el 1577 per fugir de la persecució religiosa. El seu avantpassat Christian Herff havia estat inclòs a la classe noble el 1814.
Després de l'escola, Maximilian von Herff es va allistar a l'exèrcit i es graduar com a Leutnant (segon tinent) en un regiment d'infanteria de l'exèrcit prussià; va servir durant la Primera Guerra Mundial. Va romandre a la Reichswehr després de la guerra, i el 1926 va servir com a Oberleutnant (tinent) al 18. Reiter-Regiment a Stuttgart. A la Wehrmacht el 3 de gener de 1939, Herff va assolir el grau d'Oberstleutnant (tinent coronel).

### Segona Guerra Mundial
Durant la Segona Guerra Mundial, Herff va servir amb el Deutsches Afrika Korps al nord d'Àfrica. Va ser ascendit a Oberst (coronel) i va comandar el "Kampfgruppe von Herff". Pel seu servei al nord d'Àfrica va rebre la Creu de Cavaller de la Creu de Ferro el juny de 1941.
A proposta d'Heinrich Himmler, es va allistar a les Waffen-SS. L'1 d'abril de 1942 Herff es va unir al Partit Nazi (membre núm. 8 858 661) i a les SS (membre núm. 405 894). De l'1 d'octubre de 1942 al 8 de maig de 1945, va ser cap de l'Oficina Principal de Personal de les SS. Herff es va ocupar de qüestions internes i financeres de les SS.
En les seves entrades posteriors al seu diari, Herff va afirmar haver tingut coneixement de la Solució Final però no haver jugat cap paper en la participació administrativa o real en l'extermini o deportacions. No obstant això, del 14 al 15 de maig de 1943, Herff va ser a Varsòvia durant l'aixecament del gueto de Varsòvia i va supervisar la seva supressió sota ordres d'Himmler. L'informe de Jürgen Stroop sobre l'aixecament del gueto de Varsòvia conté una fotografia d'Herff i Stroop presa durant la visita de maig de 1943 i confirma la visita d'Herff al gueto el 14 de maig de 1943.
El 20 d'abril de 1944, Herff va ser ascendit a SS-Obergruppenführer (general de les SS).

### Captura i mort
Herff va ser fet presoner per les forces britàniques el 1945 i retingut al camp de presoners de Grizedale Hall. Va patir un ictus i va morir a l'hospital militar Conishead Priory. Més tard va ser enterrat de nou al cementiri militar alemany de Cannock Chase, Staffordshire.